# 신경희 (1561년)
신경희(申景禧, 1561(명종 16) ∼ 1615(광해군 7))는 조선시대 중기의 문신이다. 신잡의 아들이자 신립의 조카이며, 신경진, 신경인의 사촌 형이다. 해공 신익희에게는 12대 방조가 된다. 본관은 평산.
음보(蔭補)로 벼슬에 나아가 여러 관직을 지내다가 1615년(광해군 7) 정원군의 차남 능창군을 왕위에 옹립하려 했다는 혐의로 의금부에서 국문을 받던 중 장살되었다. 1623년(인조 1) 인조 반정 이후 신원, 복권되었다.

## 가족 관계[1]
- 조부 : 신화국(申華國, 1517 ~ 1578)
- 조모 : 파평 윤씨 - 윤회정(尹懷貞)의 딸
  - 부친 : 신잡(申磼, 1541 ~ 1609)
  - 고모 : 평산부부인 신지향(平山府夫人 申芝香, 1538 ~ 1622)[2]
  - 작은아버지 : 신급(申礏, 1543 ~ 1592)
  - 작은아버지 : 신립(申砬, 1546 ~ 1592)
  - 작은아버지 : 신할(申硈, 1548 ~ 1592)
  - 고모 : 신단향(申檀香, 1550 ~ ?)
  - 고모 : 신계숙(申季淑, 1553 ~ ?)
- 모친 : 남원 양씨 - 양사근(梁思謹)의 딸
  -     - 여동생 : 신경매(申敬妹, 1564 ~ ?)
    - 남동생 : 신경지(申景祉, 1566 ~ ?)
    - 여동생 : 신경란(申敬蘭, 1576 ~ ?)
    - 여동생 : 신말란(申末蘭, 1578 ~ ?)

  - 장인 : 의성부정(義城副正) 이강(李鋼, 1535 ~ ?)
  - 장모 : 청주 한씨 - 군수(郡守) 증 영의정(贈 領議政) 한여필(韓汝弼)의 딸 
    - 부인 : 이영순(李令順, 1561 ~ ?)[3]
      - 아들 : 신숙(申塾, 1582 ~ ?) - 과의교위(果毅校尉)
      - 며느리 : 문화 류씨 - 참판(參判) 유성군(儒城君) 류희서(柳熙緖)의 딸 
        - 손자 : 신여술(申汝述, 1598 ~ ?)[4]
        - 손자 : 신여일(申汝逸, 1602 ~ ?)[5] - 병절교위(秉節校尉)
        - 손자 : 신여탁(申汝逴, 1604 ~ ?) - 병절교위(秉節校尉)

## 같이 보기
- 신립
- 신잡
- 신개
- 인조 반정
- 신경희의 옥사
- 신익희
- 김직재의 옥사
- 정원군
- 능창군
- 능양군

1. ↑  『선원록 출처』
2. ↑  인헌왕후의 모친
3. ↑  견성군의 증손녀・회산군의 (양)증손녀
4. ↑  이명 신대철(申大哲)
5. ↑  이명 신대득(申大得)